# Indiguirka
L'Indiguirka (iacut: Индигиир; rus: Индиги́рка) és un riu de la República de Sakhà a la Sibèria oriental a Rússia, que es troba entre el riu Iana i el riu Kolimà.

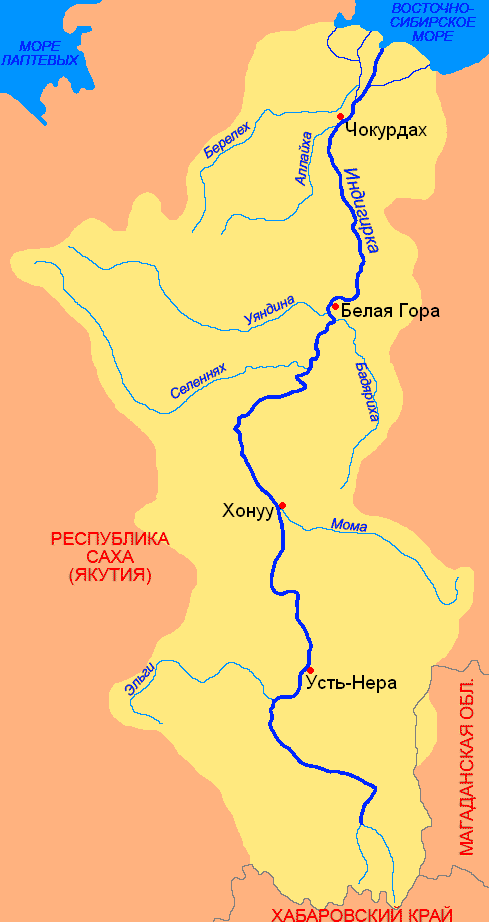
Riu Indiguirka

Fa 1.726 km de llargada i la seva conca de drenatge és de 360.000 km². Pel que fa a la superfície de la conca, l'Indiguirka ocupa el tercer lloc entre els rius de la regió - després del Lena i el Kolimà i el 10è a Rússia. Desemboca a la badia de Kolimà al Mar de Sibèria Oriental. Els seus afluents principals són els rius Kuidússun, Kiuente, Elgui, Nera, Moma, Badiarikha, Seleniakh i Uiandina. Es glaça des d'octubre i roman glaçat fins a maig juny. Els principals ports fluvials són: Khonuu, Drujina, Txokurdakh i Tabor. Hi ha indústria minera de l'or essent Ust-Nera una població minera de l'or amb més habitants de la ribera del riu.
Al riu Indiguirka hi ha gran varietat de peixos, entre els de més interès econòmic hi ha Coregonus albula, nelma, omul, etc.

## Etimologia
L'hidrònim Indigirka es basa en el nom genèric Even Indigir - gent del clan Indi (-gir sufix plural). O Riu dels gossos. En documents russos de mitjans del segle XVII - Indiger, Indigir. També anomenat Kolimà occidental. Segons la informació de la flota del capità Gavril Sarychev, que va formar part de l'expedició naval Billings, que va sortir de Iakutsk cap a Okhotsk a través del tram superior de l'Indigirka el 22 de gener de 1786, els habitants van anomenar Omekon el riu Indiguirka. D'aquí el nom Oimiakon, que va donar nom al poble i a tot l'ulus (districte).

## Història
El poble aïllat de Russkoye Ustye, situat al delta de l'Indiguirka, és conegut per la cultura tradicional única dels colons russos els avantpassats dels quals hi van arribar fa uns quants segles. Alguns historiadors han especulat que Russkoye Ustye va ser poblada per Pomors a principis del segle xviii.
El 1638 l'explorador Ivan Rebrov va arribar a Indiguirka. El 1636–42 Elisei Buza va ser pioner en la ruta terrestre cap al sistema fluvial Indiguirka. Més o menys al mateix temps, Poznik Ivanov va ascendir per un afluent de la baixa Lena, va travessar la serralada Verkhoyansk fins a la part superior de Yana i després va travessar la serralada Chersky fins a Indiguirka. El 1642 Mikhail Stadukhin va arribar a Indiguirka per terra des de la Lena.
Zashiversk a Indiguirka va ser un important lloc avançat colonial durant els primers dies de la colonització russa. Posteriorment va ser abandonat al segle xii. Altres assentaments històrics, avui abandonats, van ser Podshiversk i Uyandinskoye Zimov'ye.
El 1892–94, el baró Eduard Von Toll va dur a terme estudis geològics a la conca de l'Indiguirka (entre altres rius siberians de l'Extrem Orient) en nom de l'Acadèmia Russa de Ciències. Durant un any i dos dies l'expedició va recórrer 25000 km, dels quals 4200 km estaven amunt dels rius, realitzant prospeccions geodèsiques en ruta.

## Curs
S'origina a la confluència dels 251 km el llarg riu Tuora-Yuryakh (també conegut com Khastakh, Khalkan o Kalkan), a 73 km del mar de Sibèria Oriental en línia recta, i els 63 km de llarg del Taryn-Yuryakh; tots dos s'originen als vessants de la serralada Khalkan. 10 km aigües avall, el canal de Tarambasheva es bifurca a la dreta. A continuació, 6 km més avall, el canal de Poperechnaya es bifurca a l'esquerra. Uns 14 km més per sota del canal Tarambasheva torna a fluir pel marge dret. 1,2 km més avall, al marge esquerre, hi ha la confluència del canal Malaya Khomorova . Més enllà, 4 km més avall per la riba dreta, surt el canal de Maidanov.
En el seu curs més alt, el riu flueix cap al nord-oest al llarg de les terres altes de Yana-Oymyakon, a través de la part més baixa de l’altiplà d'Oymyakon. Girant cap al nord, travessa diverses subserralades de la serralada Txerski. En el punt on creua la serra de Txemalgin, el riu s'estreny i desemboca en un congost profund, formant ràpids. Allà on s'uneix pel riu Moma des del sud-est, l'Indiguirka arriba a la depressió Momo-Selennyakh, una àmplia conca intermuntana i comença el curs mitjà del riu, on s'expandeix la seva vall. Girant cap al nord, l'Indiguirka talla profundament la serralada de Moma i flueix cap al nord-est serpentejant a través de les terres baixes d'Aby i s'eixampla fins a 500 m . Després de fluir entre el coll format per l'extrem oriental de la serralada de Polousny i l'extrem occidental de la serralada Ulakhan-Chistay, flueix cap al nord amb l’altiplà de Kondakov a l'est a través de la terra baixa de Yana-Indiguirka, part de la major terra baixa de Sibèria oriental. Més al nord, on el terreny esdevé completament pla, l'Indiguirka es divideix en branques 130 km de la boca, formant un 5500 km² delta ample. Les seves aigües acaben a la Badia de Kolimà, al Mar de la Sibèria Oriental. La badia de Gusinaya es troba al nord-oest de les desembocadures de l'Indiguirka.
L'Indiguirka es congela a l'octubre i roman sota el gel fins a maig o juny.

### Afluents
Els principals afluents de l'Indiguirka són, de la font a la desembocadura:
- Khastakh (Tuora-Yuryakh) (esquerra)
- Taryn-Yuryakh (dreta)
- Kuydusun (esquerra)
- Kyuyente (esquerra)
- Elgi (esquerra)
- Nera (dreta)
- Chibagalakh (esquerra)
- Moma (dreta)
- Selennyakh (esquerra)
- Druzhina (esquerra)
- Badyarikha (dreta)
- Uyandina (esquerra)
- Shangina (dreta)
- Bolshaya Ercha (dreta)
- Allaikha (esquerra)
- Byoryolyokh (esquerra, a Russko-Ustyinskaya)
- Shandrin (dreta, a Kolymskaya)

## Desembocadura
L'Indiguirka forma un gran delta, format per una sèrie de rius (cadascun està etiquetat als mapes russos com a foto ka (braç de riu)) i illes. Uns 100 km abans d'arribar al mar de Sibèria Oriental (70° 48′ 45″ N, 148° 54′ 58″ E / 70.8126°N,148.9162°E), el riu es divideix en dos grans rius que flueixen al nord-est. El braç esquerre (el més occidental) es coneix com a Russko-Ustyinskaya Protoka; el braç dret, el Srednyaya Protoka (en rus el "braç mitjà"). Més aigües avall, el tercer braç principal, la Kolymskaya Protoka es divideix la Srednyaya Protoka com a distribuïdor dret (est), justificant així el sobrenom "mitjan" de la Srednyaya Protoka.
Mentre que Srednyaya Protoka significa "braç mitjà", els noms dels principals braços occidental i oriental també indiquen la seva ubicació relativa. El Kolymskaya Protoka, o Kolymskoye Ustye és el braç situat al costat oriental, és a dir, el "costat Kolyma" del delta (el braç més proper al Kolimà, el veí oriental de l'Indigirka). La Russko-Ustyinskaya Protoka, aparentment coneguda anteriorment com simplement Russkoye Ustye és el braç situat al costat occidental, és a dir, el "costat rus" del delta (és a dir, el costat més proper a la Rússia (europea). El nom de Russko-Ustyinskaya Protoka apareix com si es formés a partir del nom de l'antic poble rus Russkoye Ustye situat allí, però originàriament és probable que hagi estat el cas contrari, el poble rep el nom del braç del riu (el Russkoye Ustye) on es trobava.
Hi ha diverses illes planes al delta:
- Usun-Ari 71° 23′ 13″ N, 151° 15′ 18″ E / 71.387°N,151.255°E. 71° 23′ 13″ N, 151° 15′ 18″ E es troba longitudinalment al llarg de la costa a l'est de la desembocadura de Srednyaya. Té una amplada de 12 quilòmetres i 2,7 quilòmetres. L'illa d'Uparovskiy 71° 34′ 55″ N, 151° 11′ 46″ E es troba completament separada a 11 km de la costa de la desembocadura de Srednyaya. Té uns 2 km de llarg i 1 km d'amplada. L'illa de Ploskii 71° 28′ 48″ N, 150° 53′ 24″ E és la costa més llunyana d'un grup d'illes a la desembocadura de Srednyaya. Té forma de C i fa uns 3 km de llargada. Bolshoy Fedorovskiy 71° 31′ 59″ N, 150° 30′ 36″ E es troba entre les dues desembocadures de l'Indigirka. Té una longitud de 6 km i una amplada màxima de 4 km. Les illes Vkodnoi i Olenii es troben just al Prot. Boca Russko Ust'inskaya 71° 32′ 46″ N, 150° 15′ 58″ E. Tots dos tenen una mida similar, uns 4 km de llargada. L'illa Krestovyy 71° 26′ 49″ N, 149° 45′ 58″ E es troba tranquil·lament aïllada directament al sud de la península de Lopatka, a 10 km de la costa al nord-oest de les principals desembocadures d'Indiguirka. Té 6 km de llarg i 1,6 km d'amplada.
- Illa Uparovski 71° 34′ 55″ N, 151° 11′ 46″ E / 71.582°N,151.196°E.
- Illa Ploski 71° 28′ 48″ N, 150° 53′ 24″ E / 71.480°N,150.890°E.
- Bolxoi Fedorovski 71° 31′ 59″ N, 150° 30′ 36″ E / 71.533°N,150.510°E
- Vkodnoi i Oleni 71° 32′ 46″ N, 150° 15′ 58″ E / 71.546°N,150.266°E.
- Illa Krestovi 71° 26′ 49″ N, 149° 45′ 58″ E / 71.447°N,149.766°E

## Hidrologia
Es congela a l'octubre. El gruix de la capa de gel pot superar els 2 metres. Es desgela a finals de maig - principis de juny. La deriva del gel de primavera sol durar una setmana. L'Indiguirka s'alimenta de les aigües de pluja i desglaç (neu, glacial i gel). El cabal a la primavera és del 32%, a l'estiu del 52%, a la tardor al voltant del 16%, a l'hivern menys de l'1% i el riu es congela en alguns llocs (Chokurdakh). El cabal mitjà a Ust-Nera és de 428 m³/s, el màxim és de 10.600 m³/s; a Vorontsov, respectivament, 1570 m³/s i 11.500 m³/s. El rang de fluctuacions de nivell és de 7,5 i 11,2 m, els nivells més alts entre juny i principis de juliol.
El cabal mitjà de sediments en suspensió és de 372 kg/s (estació d'aforament de Vorontsovo), l'escorrentia anual de sediments és d'11,7 milions de tones. La terbolesa mitjana a llarg termini de l'aigua al tram inferior és de 231 g/m³, durant les inundacions - uns 300 g. /m³, durant les inundacions de pluja - 200 —300 g/m³, a l'hivern — de 10-12 a menys de 3 g/m³.

## Ports, assentaments i economia
El riu és navegable des de la desembocadura del riu Moma (1134 km). Els principals ports del riu són:
- Khonuu
- Druzhina
- Txokurdakh
- Tabor

Per facilitar el pas dels vaixells per la barra de la boca, l'any 1975 es va construir un canal de 7 km.
Hi ha una indústria de prospecció d'or a la conca d'Indiguirka. Ust-Nera, un centre d'extracció d'or, és l'assentament més gran del riu.
L'Indiguirka està ple de peixos variats. Entre els més valuosos hi ha diverses espècies de peix blanc, com ara corègon blanc, corègon del llac Léman, muksun, stenodus nelma (nelma), coregonus migratorius, etc.

## Paisatge
L'Indiguirka travessa una regió dominada per la taigà que és substituïda per tundra boscosa i després tundra a mesura que s'acosta a la costa. A la que és la regió habitada més freda del món, la poca aigua que conté el sòl i la presència de permagel no permeten el desenvolupament de plantes grans: és el regne de la molsa, el liquen, les falgueres i els arbustos.

## Geografia humana

### Àrees urbanes
- Ust-Nera, Khondu, Druzhina, Chokourdakh, Tabor

### Economia i turisme
La conca d'Indiguirka creua roques filonianes d'or: la colònia d’Ust-Nera, antic campament de buscadors d'or, és la localitat més gran de la regió.
Indiguirka acull una gran varietat de peixos: els més apreciats per la seva carn són els de les espècies coregoninae, com el corègon blanc, el Coregonus nasus, el Coregonus, desconegut (varietat Stenodus Nelma), Coregonus migratorius, etc. El riu també va donar nom a una amanida de peix congelat.
L'Indiguirka va ser baixat en caiac dues vegades per un equip dirigit per A. Glushkov. Als ràpids de les muntanyes Chersky, les tripulacions de 2 canoes es van ofegar a la dècada del 1930.